# Sarota acantus
Espèce
Sarota acantus est une espèce d'insectes lépidoptères (papillons) appartenant à la famille des Riodinidae et au genre Sarota.

## Taxonomie
Sarota acantus a été décrit par Caspar Stoll en 1782 sous le nom de Papilio acantus.

### Nom vernaculaire
Sarota acantus se nomme Acanthus Sarota ou Simple Sarota ou Acantus Jewelmark,,.

## Description
Sarota acantus est un papillon au dessus ocre cuivré.
Le revers est orange rayé de bleu métallisé, avec une marge jaune et une frange argentée.

## Écologie et distribution
Sarota acantus est présent au Costa Rica, au Honduras, à Panama, au Venezuela, en Équateur, en Guyane, en Guyana, au Surinam, à Trinité-et-Tobago, au Brésil et au Pérou,.

### Protection
Pas de statut de protection particulier.